# Andrej Gridin
Andrej Gridin (* 23. Juni 1988 in Schtschutschinsk) ist ein ehemaliger kasachisch-bulgarischer Skilangläufer.

## Werdegang
Gridin nahm von 2007 bis 2016 an Wettbewerben der Fédération Internationale de Ski teil. Bei den Juniorenweltmeisterschaften 2008 in Mals gewann er Bronze im 20-km-Massenstartrennen. Sein erstes Weltcuprennen machte er im Dezember 2008 in La Clusaz, das er auf den 60. Rang im 30-km-Massenstartrennen beendete. Bei der Tour de Ski 2008/09 erreichte er den 47. Platz in der Gesamtwertung.
Gridin startete ab 2013 für Bulgarien. Im Januar 2014 schaffte er in Szklarska Poręba mit dem 45. Platz im 15-km-Massenstartrennen, sein bisher bestes Weltcupeinzelergebnis. Seine besten Platzierungen bei den Olympischen Winterspielen 2014 in Sotschi waren der 41. Platz im 50-km-Massenstartrennen und der 19. Platz im Teamsprint. In der Saison 2013/14 gewann er den Balkancup. Letztmals international startete er im Januar 2016 bei der Tour de Ski 2016 in Lenzerheide, wo er den 84. Platz im 30-km-Massenstartrennen errang.

## Siege bei Continental-Cup-Rennen
| Nr. | Datum        | Ort     | Disziplin      | Serie      |
| --- | ------------ | ------- | -------------- | ---------- |
| 1.  | 1. März 2014 | Mavrovo | 10 km Freistil | Balkan Cup |